# Wasserverband Westdeutsche Kanäle
Der Wasserverband Westdeutsche Kanäle  (WWK) mit Sitz in Essen ist eine Körperschaft des öffentlichen Rechts zur Sicherstellung einer nachhaltigen Wasserführung der Lippe und zur Trink- und Brauchwasserbereitstellung aus dem westdeutschen Schifffahrtskanalnetz im Verbund mit Rhein, Ruhr und Lippe.

## Aufgaben
Auf Grundlage eines Abkommens zwischen dem Bundesverkehrsministerium und dem nordrhein-westfälischen Umweltministerium gründete das Land NRW den WWK als öffentlich-rechtliche Körperschaft nach dem Wasserverbandsgesetz. Der WWK regelt als selbstverwalteter Wasserverband die Beschaffung und Bereitstellung von Wasser zur Trinkwasser- und Betriebswasserversorgung für seine Mitglieder und den Ausgleich der Lippewasserführung im Zusammenhang mit dem westdeutschen Kanalnetz mit Rhein-Herne-Kanal, Wesel-Datteln-Kanal, Datteln-Hamm-Kanal und Dortmund-Ems-Kanal. Im Wesentlichen umfassen die in der Satzung festgelegten Aufgaben
- die Errichtung und Erneuerung der Pumpwerksketten,
- die Zuständigkeiten für das Bauwerk zur Überleitung von Wasser aus dem Datteln-Hamm-Kanal in die Lippe bei Hamm,
- die Bereitstellung des Wassers zur Lippeanreicherung und zur Wasserversorgung aus den Kanälen und
- als Träger der Wasserversorgung die für die Wasserentnahme entstehenden Kosten mit der Wasser- und Schifffahrtsverwaltung des Bundes (WSV) zu verrechnen.

Der WWK hat keine hoheitlichen Aufgaben, sondern die individuellen wasserrechtlichen Erlaubnisse liegen bei den Unteren Wasserbehörden der Kreise/kreisfreien Städte oder den Oberen Wasserbehörden bei den Bezirksregierungen. Aufsichtsbehörde über das gesamte Handeln des WWK ist die Bezirksregierung in Düsseldorf, oberste Aufsichtsbehörde das Umweltministerium des Landes Nordrhein-Westfalen.
Wie viel Wasser den Kanälen an einer bestimmten Stelle und in einem bestimmten Zeitraum wirklich entnommen werden kann, richtet sich nach der zur Verfügung stehenden Pumpkapazität und nach den Schifffahrtsbelangen, die strom- und schifffahrtspolizeilich geprüft werden. Da die westdeutschen Kanäle in erster Linie der Schifffahrt dienen, gehen deren Belange im Zweifelsfall vor.
Die WWK-Mitglieder bestimmen die Richtlinien, nach denen ihr Verband arbeitet und wählen Vorstand und Verbandsvorsteher, setzen den Wirtschaftsplan fest und beschließen über Veranlagungsregeln. Die Stimmenzahl jedes Mitgliedes orientiert sich an zugeteilten Bezugsanteilen für Kanalwasser
- das verbraucht wird oder nach der Nutzung als Abwasser zu beseitigen ist, bzw.
- das nach der Nutzung lediglich erwärmt und in veränderter Menge wieder in den Kanal zurückgeleitet wird.

Die Steuerung und Überwachung der Kanalwasserbewirtschaftung wird seit 1984 von der Fernsteuerzentrale in Datteln durchgeführt.

## Geschichte
Die westdeutschen Schifffahrtskanäle erschließen den Ballungsraum zwischen Ruhr und Lippe für den Massengutverkehr über Rhein und Ems zur Nordsee und über den Mittellandkanal zur Weser, Elbe, Oder und Weichsel. Die westdeutschen Kanäle sind heute das verkehrsreichste und bedeutendste künstliche Wasserstraßennetz Europas. Sie gehören zu den Bundeswasserstraßen und werden vom Bundesministerium für Verkehr durch die Wasser- und Schifffahrtsverwaltung hoheitlich verwaltet.
Der Bau von künstlichen Schifffahrtskanälen wurde im Zuge der Industrialisierung des Ruhrgebietes erforderlich, da für den Massengütertransport keine leistungsfähigen Flüsse in der Region liegen. Der älteste Teil dieses Kanalnetzes, der Dortmund-Ems-Kanal, verbindet seit 1898 das östliche Ruhrgebiet mit dem Nordseehafen Emden. 1914 wurde der Rhein-Herne-Kanal als Anschluss zum Rhein vollendet und auch der Datteln-Hamm-Kanal in Betrieb genommen. Das zweite Teilstück des sogenannten Lippeseitenkanals, der Wesel-Datteln-Kanal (als Bindeglied vom Rhein zum Dortmund-Ems-Kanal und Mittellandkanal) wurde schließlich 1930 vollendet.
Naturgemäß gibt es Höhendifferenzen, die die Kanäle zwischen z. B. der Nordsee, den verbundenen Flüssen Ems, Rhein, Ruhr, Lippe und den Häfen wie Dortmund, Datteln, Hamm oder Münster überwinden müssen. Hierfür liegen heute am Rhein-Herne-Kanal fünf und am Wesel-Datteln-Kanal sechs Schleusen. Am Dortmund-Ems-Kanal liegen u. a. zwei ehemalige und zwei heutige Aufstiegsbauwerke im Schleusenpark Waltrop, die den Verkehr auf dem höhergelegenen Abschnitt bis Dortmund sicherstellen.
Die Entscheidung zum Bau des Datteln-Hamm-Kanals ging bereits 1905 mit der Entscheidung einher, bei Hamm eine Wasserentnahmestelle für Lippewasser zur Speisung der Scheitelhaltung zu bauen, um der Lippe im Mittel 10 m³/s zu entziehen. Die Lippe war der einzige Fluss oberhalb des westdeutschen Kanalnetzes, von dem aus im freien Gefälle überhaupt eine Speisung möglich war. Ab Fertigstellung des Datteln-Hamm-Kanals 1914 waren dann erhebliche wasserwirtschaftliche Probleme der Lippe unterhalb von Hamm feststellbar: Die Wasserführung sank in Trockenjahren bis auf 4 m³/s. Der 1926 gegründete Lippeverband musste Lösungen suchen und konnte schließlich in Vereinbarungen mit der seit 1921 zuständigen zentralisierten Reichswasserstraßenverwaltung die Entnahmemenge ab 1938 auf 7,5 m³/s begrenzen.
Infolge der rasanten industriellen Entwicklung des Ruhrgebietes seit Ende des 19. Jahrhunderts und insbesondere nach dem Zweiten Weltkrieg wurden für die Montanindustrie und Energiewirtschaft erhebliche Mengen an Brauch- und Betriebswasser benötigt, das nicht die gleiche hygienische Aufbereitung wie Trinkwasser erforderte. Entsprechend wurde z. B. der Lippe Brauchwasser entnommen, was nicht nur zu weiterem Wassermangel in der Lippe, sondern durch wieder eingeleitetes Kühlwasser zu erheblichen Wärmebelastungen und zusammen mit kommunalen Einleitungen zu ökologischen Problemen führte.
Verhandlungen des Lippeverbandes mit dem Land Nordrhein-Westfalen und der Bundeswasserstraßenverwaltung führten schließlich 1968 zu einer erneuten Anhebung der Entnahmemenge aus der Lippe für den Datteln-Hamm-Kanal, jedoch muss ein Mindestabfluss in der Lippe von 10 m³/s gewährleistet bleiben. Eine erste Pumpwerkskette war über die Schleusen des Rhein-Herne-Kanals errichtet worden, die Wasser vom Rhein und der Ruhrmündung (über einen Verbindungskanal) aufwärts in das westdeutsche Kanalnetz pumpte. Hierdurch und mit weiteren Pumpwerken sollten auch die Wasserverluste (durch Versickerung, Verdunstung und das Schleusen) ausgeglichen und zusätzliche Möglichkeiten geschaffen werden, Industrie und Energiewirtschaft aus den Kanälen mit Brauchwasser zu versorgen. Die Finanzierung weiterer Pumpwerke wurde dem neu gegründeten Wasserverband Westdeutsche Kanäle (WWK) übertragen. Die Mitglieder rekrutierten sich aus Vertretern des Lippeverbandes, den Wasserentnehmern und öffentlichen Wasserversorgungsunternehmen; Planung, Bau und Betrieb der benötigten Pumpwerke wurden von der Bundeswasserstraßenverwaltung übernommen.
Die zwischen 1973 und 1988 fertiggestellten Pumpwerke konnten dann sowohl „aufwärts“ (Rheinwasser zur Speisung der Lippe in Hamm, z. B. in trockenen Sommern) als auch „abwärts“ (Freiwasserleitungen bei höherer Wasserführung der Lippe zur Speisung der Kanäle) leiten.
In Summe existieren seither zwei Pumpwerkssysteme, eines über den Rhein-Herne-Kanal und eines über den Wesel-Datteln-Kanal und dann weiter über den Datteln-Hamm-Kanal, gemeinsam zentral über die Fernsteuerzentrale Datteln überwacht.

## Gegenwart
Obwohl die Lippe noch zur Durchflusskühlung von Kraftwerksbetreibern und auch die westdeutschen Kanäle für die Brauchwassernutzung herangezogen werden, geht der Wasserverbrauch hier insgesamt zurück. Kreislaufwirtschaft, zunehmende Energieeffizienz von industriellen Anlagen und die Energiewende mit einem Rückgang der früher vorherrschenden Kohleverstromung entlasten den Fluss und die Rückführung erwärmten Wassers in die Lippe ist deutlich strenger geregelt worden. Verbesserte kommunale Abwasserreinigung und auch der Rückgang des Bergbaus haben eher positive Auswirkungen auf die Wasserwirtschaft.
Wesentlich ist weiterhin der Wasserbedarf der Schifffahrt auf den westdeutschen Kanälen. Gegen Wasserverluste aus Verdunstung, Versickerung und für den Betrieb der Schleusen müssen jährlich i. M. 500 Mio. m³ eingespeist werden. Die Menge wäre noch größer, wenn in Engpasszeiten nicht das aus den Schleusen ablaufende Wasser immer wieder hochgepumpt und aufs Neue verwendet würde. Die Deckung des Wasserbedarfs von insgesamt rd. 800 Mio. m³/Jahr erfolgt hauptsächlich aus dem Lippegebiet und von der Ruhr.
Bis zu 25 m³/s dürfen der Lippe heute entnommen werden, allerdings unter der Bedingung, dass noch mindestens 10 m³/s im Fluss verbleiben. Sinkt die natürliche Wasserführung unter diesen Wert, erhält die Lippe von den Kanälen bis zu 4,5 m³/s zur Niedrigwasseranreicherung. Die Speisung der Kanäle ist der Normalfall. 2019 erhielten sie aus Lippe und Ruhr 181 Mio. m³ Wasser an 199 Tagen. Die Anreicherung der Lippe wird aber aufgrund der trockenen Sommer der letzten Jahre zunehmend erforderlich. Nach dem Rekordjahr 2018 mit 43,1 Mio. m³ Wasser an 146 Tagen wurden 2019 40,0 Mio. m³ Wasser an 164 Tagen in den Fluss übergeleitet, das entspricht rd. 740 % des langjährigen Mittels von 5,4 Mio. m³.

### Trinkwasser
Die Stever, ein Nebenfluss der Lippe, wird bei Niedrigwasser auch aus dem Dortmund-Ems-Kanal angereichert und hat große Bedeutung für die Trinkwasserversorgung des nördlichen Ruhrgebietes. Einige km unterhalb der Einleitungsstelle des Kanalwassers aus dem Dortmund-Ems-Kanal bei Senden (Westfalen) in die Stever wird diese aufgestaut in der hintereinander gelegenen Talsperre Hullern und dem Halterner Stausee mit insgesamt 32 Mio. m³ Stauinhalt. Etwa zwei Drittel der Stever werden unterhalb der Seen zur Lippe weitergeleitet, ein Drittel des Wassers wird hier zur Grundwasseranreicherung und Trinkwassergewinnung von in Summe rund 129 Mio. m³/Jahr durch die Gelsenwasser AG genutzt. Die Münsteraner Stadtwerke fördern ebenfalls Kanalwasser aus dem Dortmund-Ems-Kanal, um das Grundwasser für die Trinkwassergewinnung anzureichern. Insgesamt werden über mehrere Wasserwerke jährlich rd. 250 Mio. m³ Trinkwasser von der Ruhr über Rohrleitungsnetze in das Gebiet an den Kanälen gefördert
Die regional diversifizierte Herkunft und Gewinnung von Trinkwasser – übergeleitetes Wasser von Ruhr und Rhein, verschiedene Grundwassergewinnungsstellen, Anreicherung durch versickertes Kanalwasser – gewährleistet eine konstante Verfügbarkeit qualitativ hochwertigen Trinkwassers im Ruhrgebiet und Münsterland. Hierdurch könnten auch im Falle von Problemen mit einzelnen Gewinnungsanlagen (z. B. erhöhten Schadstoffgehalten in einzelnen Grundwasserbrunnen) andere Ressourcen stärker genutzt werden (z. B. die Versickerung von Kanalwasser).

### Brauchwasser
Entlang der Schifffahrtskanäle verbrauchen Industrie- und Gewerbebetriebe jährlich rund 60 Mio. m³ für Kühlung, Produktion, Bewässerung und für die vorgenannte Grundwasseranreicherung bei der Trinkwassergewinnung. Regelmäßige Messungen des Landesumweltamtes NRW wie auch durch einzelne Nutzer zeigen, dass nicht nur die qualitativen Mindestanforderungen eingehalten werden, sondern z. T. auch nach Merkblatt W 251 des Deutschen Vereins des Gas- und Wasserfaches zur "Eignung von Fließgewässern für die Trinkwasserversorgung".
Das Kanalnetz im dicht besiedelten Ruhrgebiet mit seiner hohen Wasserqualität ist schon seit Anfang der 1990er Jahre im Rahmen der Internationalen Bauausstellung Emscher Park Thema in Wissenschaft und öffentlichen Diskussionen um die Nutzbarmachung der Ufer und Möglichkeiten zur Stadtgestaltung mit Wasser, auch vor dem Hintergrund des Klimawandels.

### Mitglieder und Mengen
Mitglieder des WWK sind nach dem Stand vom 31. Dezember 2017:
- der Lippeverband (mit Schwerpunkt Aufbesserung der Lippewasserführung),
- 35 Entnehmer von Kanalwasser (Industrie und Gewerbeunternehmen)
- Unternehmen der öffentlichen Wasserversorgung als Entnehmer von Kanalwasser zur Trinkwasseraufbereitung und als Lieferant von Betriebswasser an Dritte.

Interessenten mit geringem Bedarf an Wasser können Bagatellentnahmen ohne direkte Mitgliedschaft durchführen, müssen bei extremer Wasserknappheit dann aber zugunsten der „ordentlichen“ Mitglieder auf Entnahmen verzichten. Die Entnahmen an Verbrauchswasser bewegen sich zwischen 500 m³/Jahr bei einem Schwimmbad und 15 Mio. m³/Jahr bei einem Kraftwerk. In der Summe liegen sie bei rund 60 Mio. m³/Jahr mit fallender Tendenz. Die technisch mögliche Höchstversorgungsmenge von 400 Mio. m³/Jahr wurde bisher nicht ausgeschöpft. Die Abgabe von Kanalwasser zur Anreicherung von Halterner Stausee und Talsperre Hullern zur Trinkwasserversorgung schwankt abhängig von den Jahresniederschlägen, z. B. im Jahr 1976 mit 11,5 Mio. m³ oder in nassen Jahren auch mal gar nichts. Für die Entnahme von Verbrauchswasser (das nach der Nutzung als Abwasser zu beseitigen ist) werden zurzeit 0,0353 €/m³ berechnet, für Gebrauchswasser (das nach der Nutzung ggf. erwärmt und in veränderter Menge wieder in den Kanal zurückgeleitet wird) wird ein Dreißigstel dieses Betrages eingezogen. Der Preis deckt die dem Bund entstehenden Kosten für Betrieb und Unterhaltung der Pumpwerke sowie für die Durchleitung des Wassers durch die Kanalstrecken.

## Liste der Anlagen
- Überleitungsbauwerk zur Lippe in Hamm 1972
- Pumpwerk Oberhausen 1974
- Pumpwerk Gelsenkirchen 1975
- Pumpwerk Wanne-Eickel 1977
- Pumpwerk Herne-Ost 1979
- Pumpwerk Hamm-Werries 1981
- Pumpwerk Friedrichsfeld 1982
- Pumpwerk Hünxe 1982
- Pumpwerk Duisburg-Meiderich 1982
- Fernsteuerzentrale Datteln 1984
- Überleitungsbauwerk zur Stever in Senden 1985
- Pumpwerk Dorsten 1985
- Pumpwerk Flaesheim 1986
- Pumpwerk Ahsen 1988
- Pumpwerk Datteln 1988